# Sông Lũng Pô
Sông Lũng Pô (龙脖河) tên Việt cổ gọi là Long Bồ/Bò (滝𤙭), là phụ lưu cấp 1 của sông Thao, chảy qua các tỉnh Lai Châu và Lào Cai, Việt Nam .
Sông là đường tự nhiên cho gần 40 km của biên giới Việt - Trung. Theo Bản đồ tỷ lệ 1:50.000 thì tên sông bên phía Trung Quốc được ghi là Hong Yan He .
Sông có chiều dài 38 km và diện tích lưu vực là 138 km² .

## Dòng chảy
Sông bắt nguồn từ dải núi biên giới Việt - Trung ở phần bắc xã Nậm Xe huyện Phong Thổ tỉnh Lai Châu 22°36′5″B 103°30′54″Đ / 22,60139°B 103,515°Đ. Suối nguồn có hướng chảy đông nam đến hết địa phận xã Nậm Xe.
Sang vùng đất xã Y Tý huyện Bát Xát tỉnh Lào Cai thì đổi hướng đông bắc, và chảy đến bản Lũng Pô xã A Mú Sung thì đổ vào sông Hồng. Ngã ba sông này chính là "Nơi con sông Hồng đổ vào đất Việt", và trên bờ thì có "Cột mốc 92" theo Google Maps .